# Тернате (султанат)
Султанат Терна́те (индон. Kesultanan Ternate) — историческое государство в Индонезии. Первоначально назывался Гапи (индон. Kesultanan Gapi), но позднее изменил название по названию столицы — города Тернате. Султанат является одним из старейших исламских государственных образований в Индонезии, создано было Баабом Масхуром Маламо (индон. Baab Mashur Malamo) в 1257 году. Наибольшего расцвета государство достигло при султане Бабулле (индон. Baabullah) (1570—1583) и контролировало восточную часть Индонезии и часть южных Филиппин. Тернате был крупнейшим мировым производителем гвоздики и был наиболее могущественным государством региона в XV—XVII веках.

## История

### Доколониальный период
Тернате и близлежащий Тидоре были главными мировыми производителями гвоздики, обеспечивая политическое могущество и экономическое влияние своих султанов в индонезийском регионе. Большая часть их богатств уходила на междоусобные войны. К завершению колонизации Молуккских островов голландцами в XIX веке султаны Тернате управляли империей, которая имела как минимум номинально в сфере своего влияния Амбон, Сулавеси и Папуа.
В результате того, что большую роль в экономике острова играла торговля, Тернате стал одним из первых мест в регионе, подвергшемся влиянию ислама, вероятно, пришедшего с Явы в конце XV века. Первоначально в новую веру обратился узкий круг правящей семьи Тернате, впоследствии ислам распространился среди всех слоёв населения.
Правящая семья Тернате обратилась в ислам во время правления короля Мархума (1465—1486), а его сын и наследник Зайнал Абидин (1486—1500) принял исламские законы и превратил королевство в султанат, сменив титул Колано (король) на Султан.
Наивысшего расцвета султанат Тернате достиг к концу XVI века при правлении султана Бабуллы, когда под его влиянием находилась восточная часть Сулавеси, территория Амбона и Серама, а также отдельные районы Папуа. В это время султанат Тернате соперничал за контроль удалённых территорий с рядом находившимся султанатом Тидоре. Согласно историку Леонарду Андая, противостояние Тернате и Тидоре является доминирующим фактором в ранней истории Молуккских островов.

### Европейцы
Первыми европейцами, остановившимися на Тернате, стала часть португальской экспедиции Франсишку Серрана к Малакке, которая потерпела кораблекрушение у острова Серам и была спасена местными жителями. Султан Абу Лаис, услышав о происшествии, и, увидев возможность заключить союз с могущественной иностранной державой, привёз их на Тернате в 1512 году. Португальцам разрешили построить укрепления (Форт Толукко) на острове, строительство которых началось в 1522 году.
Отношения между жителями Тернате и португальцами с самого начала были напряжёнными. Служба в колонии, находящейся далеко от Европы, могла привлечь только самых отчаянных и жадных людей, а некорректному поведение португальцев с местными жителями сопутствовали также слабые попытки распространения христианства, что осложняло взаимоотношения с мусульманскими правителями Тернате, как и попытки монополизировать торговлю специями и вмешательство во внутреннюю политику.
В 1535 году султан Табариджи был свержен и переправлен португальцами на Гоа. Он перешёл в христианство и сменил имя на Дом Мануэль. После снятия обвинений против него, он отправился в обратный путь, чтобы занять свой трон, но умер по пути на Малакке в 1545 году. Он завещал остров Амбон своему крёстному отцу, португальцу Хордау да Фрейтас.
В 1570 году, после кого, как султана Хайруна казнили, а его голову подняли на пике, мусульмане Тернате восстали против португальцев, которых осаждали в своем замке до 1575 года, когда новый султан объявил замок своим дворцом. Новым центром деятельности на Молуккских островах португальцев стал Амбон. Влияние европейцев в регионе было слабым, и на Тернате усиливались ислам и антипортугальские настроения во время правления султана Бааба Уллы (1570—1583) и его сына султана Саида.
Испанцы захватили бывший португальский форт у тернатцев в 1606 году, депортировав султана Тернате и его окружение в Манилу. В 1607 году голландцы вернулись на Тернате, где с помощью местных жителей построили форт Малаё. Остров был разделен между двумя силами: испанцами, которые были в союзе с Тидоре, и голландцами, которые были в союзе с Тернате. Для правителей Тернате союз с голландцами давал значительные преимущества, а их присутствие на острове давало военное превосходство над Тидоре и испанцами. Во время правления султана Хамзы (1627—1648) Тернате увеличил свою территорию и построил укрепления для обороны периферии. Голландское влияние на султанат было ограниченным, пока Хамза и его наследник, султан Мандар Ся (1648—1675) не решили передать ряд территорий Голландской Ост-Индской компании (VOC) в обмен на помощь в подавлении восстаний. Испанцы покинули Тернате и Тидоре в 1663 году.
Желая вернуть Тернате былую славу и противостоять усилению влияния европейцев, султан Сибори (1675—1691) объявил войну Голландии, однако военная мощь Тернате значительно ослабла в предшествующие годы, он потерпел поражение и передал свои земли Голландии по несправедливому договору в 1683 году. По этому договору Тернате терял положение равной державы по отношению к Голландии и становился вассалом. Тем не менее, султаны Тернате и его народ никогда полностью Голландией не контролировались.
В XVIII веке Молуккские острова были губернаторством VOC, которая контролировала всю торговлю на северных Молуккских островах. С XIX века торговля специями стала приходить в упадок. Несмотря на то, что регион перестал быть приоритетным для голландцев, они сохраняли своё присутствие с целью предотвращения его оккупации другими колониальными империями. После того, как VOC была национализирована голландским парламентом в 1800 году, Тернате стал частью Губернаторства Молуккских островов (Gouvernement der Molukken). Тернате был оккупирован британскими войсками в 1810 году, но в 1817 году остров вернулся под контроль Голландии. В 1824 году Тернате стал административным центром провинции, в которую вошла также Хальмахера, западное побережье Новой Гвинеи, и часть восточного побережья Сулавеси. В 1867 году вся оккупированная голландцами часть Новой Гвинеи была присоединена к провинции, но при этом административный центр был перенесен на Амбон, где и находился до её упразднения в 1922 году.
Султан Хаджи Мухаммед Усман (1896—1914) предпринял последнюю попытку освободиться от власти голландцев, подняв революцию в регионе, однако революция провалилась, султан был низложен, его имущество конфисковано, а сам он был выслан в Бандунг, где прожил оставшиеся годы жизни и скончался в 1927 году. Трон Тернате оставался вакантным в 1914—1927 годах, пока совет министров с согласия голландских властей не провозгласил кронпринца Искандара Мухаммеда Джабира следующим султаном.

## Династия
Династия правителей Тернате продолжается и сегодня, однако не пользуется прежней славой и политическим влиянием. Династия правителей Тернате не прерывалась с XII века с самого первого короля, Бааба Масхура Маламо. С 1986 года трон султана занимает др. Х. Мудаффар II Ся.

## Дворец
В современном Дворце султана, построенном в 1796 году в полуколониальном стиле, открыт музей. В экспозиции музея находится генеалогическое древо правящей семьи Тернате с 1257 года, коллекция португальских и голландских шлемов, доспехов и мечей и личные вещи султанов.